# The Rise and Fall of Ziggy Stardust and the Spiders from Mars
The Rise and Fall of Ziggy Stardust and the Spiders from Mars, eller kort: Ziggy Stardust, är ett konceptalbum av David Bowie, tillika hans femte studioalbum och genombrott som glamrockartist. Det kom ut 6 juni 1972 (1 september i USA). 1990 återutgavs albumet av RykoDisc, då med fem bonusspår. 2002 gavs även en 30-årsjubileumsutgåva ut av albumet med en bonus-cd på tolv spår. Albumet gavs också ut i SACD-format 29 september 2003. Magasinet Rolling Stone har listat albumet som #35 i listan the 500 Greatest Albums of All Time.

## Innehåll
Det är svårt att ur låtarna utläsa en sammanhängande handling. Ett par ingående teman är: 
- Mänskligheten har fem år kvar att existera på grund av en långsam katastrof.
- En utomjording kontaktar människor.
- Ziggy Stardust (Förnamnet är en förkortning av Sigmund[2] och efternamnet kan betyda "Stjärnstoft") är en gitarrspelande rockstjärna som uppträder som transvestit och spelar med ett band som heter "The Spiders from Mars" (Spindlarna från Mars). Han förintas dock till slut av sin excessfyllda rockstjärnelivsstil.

Ziggy Stardust uppfattades som Bowies scen-"alter ego".. 
Det gjordes inte någon egentlig rockopera av sångerna, men Bowies följande konserter hade inslag av teater och pantomim. Han uppträdde i tajt overall med platåstövlar och färgat hår.

### Låtlista
Låtar där inget annat anges är skrivna av David Bowie.
1. "Five Years" - 4.42
2. "Soul Love" - 3.33
3. "Moonage Daydream" - 4.37
4. "Starman" - 4.16
5. "It Ain't Easy" (Ron Davies) - 2.57
6. "Lady Stardust" - 3.21
7. "Star" - 2.47
8. "Hang Onto Yourself" - 2.38
9. "Ziggy Stardust" - 3.13
10. "Suffragette City" - 3.25
11. "Rock 'n' Roll Suicide" - 2.57

Total speltid: 38:37
Bonusspår på RykoDisc återutgivning:

12. "John, I'm Only Dancing" - 2:43 (Previously unreleased mix)

13. "Velvet Goldmine" - 3:09 (Single B-side)

14. "Sweet Head" - 4:14 (Previously unreleased track)

15. "Ziggy Stardust" - 2:35 (Previously unreleased original demo)

16. "Lady Stardust" - 3:21 (Previously unreleased original demo)

## Bakgrund
Bowie berättade att de verk som låg i tiden 1971 var The Wild Boys, en roman om en homosexuell ungdomsgerillagrupp av William S. Burroughs och Stanley Kubricks film A Clockwork Orange. . 
En annan inspiration för Bowie var den japanska teaterformen Kabuki.
Bowies tidigare album Hunky Dory, som var rätt personligt, hade uppskattats av kritikerna men inte sålt bra. Genom att skapa ett alter ego i Ziggy Stardust kunde Bowie gå en ny stilbildande väg.
Musikern Vince Taylor som hade psykiska problem och drogproblem var en förebild till figuren Ziggy Stardust. Namnet liknar den amerikanska artisten Norman Carl Odams alias Legendary Stardust Cowboy. Odam arbetade för Mercury Records.

## Styling
Bowies och hans bands tajta overaller designades av Kensai Yamamoto. Sminkningen gjordes av Pierre Laroche. Ziggy uppträdde ofta i platåskor.

## Skivomslag

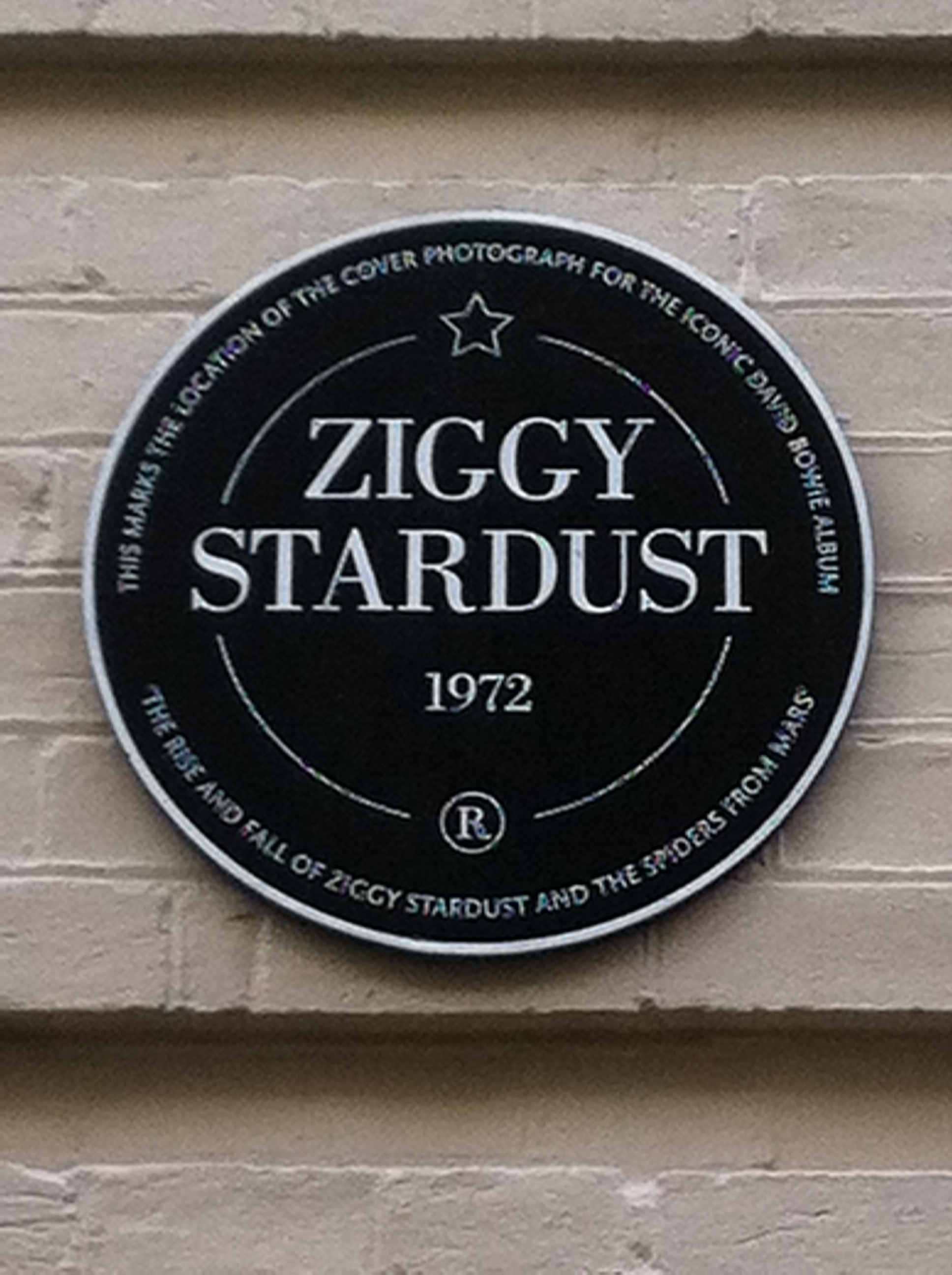
Minnestavla på Heddon Street

Utomhusbilderna på skivans omslag togs på Heddon Street, en bakgata väster om Regent Street i centrala London, en regnig kväll i januari 1972. Brian Ward fotograferade i svartvitt och kolorerade bilderna efteråt. Insidans bilder av bandmedlemmarna påminner om ungdomsgänget i filmen A clockwork orange.

## Medverkande musiker
- David Bowie - Gitarr, keyboards, saxofon och sång
- Trevor Bolder - Bas
- Dana Gillespie - Bakgrundssång på "It Ain't Easy"
- Mick Ronson - Gitarr, piano och sång
- Mick "Woody" Woodmansey - Trummor

### The spiders from Mars
Musikerna Trevor Bolder, Mick Ronson och Mick "Woody" Woodmansey kallades "The Spiders from Mars" när de följde Bowie på hans Ziggy Stardust-turné.

## Listplaceringar
| Lista (1972-1973) | Position            |
| ----------------- | ------------------- |
| Australien        | 10 (Go Set)         |
| Finland           | 6                   |
| Kanada            | 55 (RPM)            |
| Storbritannien    | 5 (UK Albums Chart) |
| USA               | 75 (Billboard 200)  |

## Singlar som gavs ut i samband med detta album
- "Starman"
- "Suffragette City"